# Drayton (Northamptonshire)
Drayton – osada w Anglii, w hrabstwie Northamptonshire, w dystrykcie (unitary authority) West Northamptonshire. Leży 20 km na zachód od miasta Northampton i 111 km na północny zachód od Londynu.